# Jakob Johansson
Jakob Johansson (Trollhättan, Suecia, 21 de junio de 1990) es un exfutbolista sueco que jugaba de centrocampista.
Se retiró en junio de 2021 debido a varias lesiones en la rodilla.

## Selección nacional
Fue internacional con la selección de Suecia en 18 ocasiones.

## Clubes
| Club                | País    | Año       | Partidos | Goles |
| ------------------- | ------- | --------- | -------- | ----- |
| IFK Göteborg        | Suecia  | 2008-2014 | 196      | 23    |
| AEK Atenas          | Grecia  | 2015-2018 | 127      | 10    |
| Stade Rennais F. C. | Francia | 2018-2020 | 22       | 1     |
| IFK Göteborg        | Suecia  | 2020-2021 | 20       | 0     |

## Palmarés

### Títulos nacionales
| Título              | Club                | País    | Año  |
| ------------------- | ------------------- | ------- | ---- |
| Allsvenskan         | IFK Göteborg        | Suecia  | 2007 |
| Copa de Suecia      | IFK Göteborg        | Suecia  | 2008 |
| Supercopa de Suecia | IFK Göteborg        | Suecia  | 2008 |
| Copa de Suecia      | IFK Göteborg        | Suecia  | 2013 |
| Copa de Grecia      | AEK Atenas          | Grecia  | 2016 |
| Superliga de Grecia | AEK Atenas          | Grecia  | 2018 |
| Copa de Francia     | Stade Rennais F. C. | Francia | 2019 |
| Copa de Suecia      | IFK Göteborg        | Suecia  | 2020 |